# Poleymieux-au-Mont-d'Or
Poleymieux-au-Mont-d'Or è un comune francese di 1 306 abitanti situato nella metropoli di Lione della regione Alvernia-Rodano-Alpi.
Il Museo Ampère, il primo museo al mondo sulla storia dell'elettricità, creato nel 1931, si trova in questa comunità. Il museo è etichettato come "Maison des Illustres" dal Ministero francese della cultura, poiché si trova nella casa della gioventù di André-Marie Ampère.

## Società

### Evoluzione demografica
Abitanti censiti